# Hatín
Hatín är en ort i Tjeckien.   Den ligger i regionen Södra Böhmen, i den centrala delen av landet, 110 km söder om huvudstaden Prag. Hatín ligger 483 meter över havet och antalet invånare är 204.
Terrängen runt Hatín är platt. Runt Hatín är det ganska glesbefolkat, med 28 invånare per kvadratkilometer. Närmaste större samhälle är Jindřichův Hradec, 7,8 km nordost om Hatín. Omgivningarna runt Hatín är en mosaik av jordbruksmark och naturlig växtlighet.